# Aalholm
 For alternative betydninger, se Ålholm (flertydig). (Se også artikler, som begynder med Ålholm)
Aalholm eller Ålholm er en gammel sædegård ved Nysted Nor, lige vest for Nysted på Lolland. Den nævnes første gang i 1329.
Den fredede hovedbygning er opført i 1300-1581 og ombygget i bl.a. 1768 og ved Hans J. Holm og Gotfred Tvede i 1889.
I 2019 blev det købt af Bo Ladegaard Bendtsen, hvis formue er skabt gennem medejerskab af Just Eat.
Den klassiske danske sexkomedie Agent 69 Jensen i Skorpionens tegn (1977) er for en stor del filmet i og omkring Aalholm Slot, hvor filmens skurk Skorpionen (Karl Stegger) har sit hovedkvarter.
Gården lå tidligere i Musse Herred, Maribo Amt, Nysted Kommune.

## Historie
Borgen var fra begyndelsen sæde for kongens lensmand og var dermed det lokale regeringscentrum. Det vides ikke nøjagtig, hvornår borgen blev grundlagt, men bygningens ældste dele (nordfløjen) er fra det første tiår af 1300-tallet. Borgen omtales første gang 1328, hvor den tilhørte Christoffer 2.
Aalholm blev placeret på et meget gunstigt sted. Borgen lå på en holm i Nysted Nor og var helt omgivet af vand, men alligevel beskyttet mod havets rasen. Man kunne sejle lige op til holmen med alle datidens skibstyper, men man skulle være stedkendt for at følge sejlrenden ind til noret. Fra Aalholm og nord- og vestpå i en overskuelig afstand var landskabet nemt fremkommeligt, beboet og rigt, så egnen kunne føde slottets besætning og give overskud både til lensmanden og til kongen. Desuden var Nysted Nor det eneste anvendelige sted på en strækning fra Nakskov syd om Lolland og øst om Falster helt frem til Stubbekøbing på Nordfalster til anlæg af en sådan borg.
Stedets betydning i samtiden kan også læses af, at i 1286 var Nysted det andet sted på øerne, hvor der blev bygget et franciskanerkloster. Kun i Nakskov var der førud et kloster, og franciskanerne byggede kun der, hvor der i forvejen var mennesker og økonomisk aktivitet, som kunne understøtte klostret.
Det har imidlertid ikke været muligt at efterspore slottes tidlige historie. Der findes ingen skriftlige kilder, og den nuværende bygningsmasse dækker over eventuelle arkæologiske spor. Der er blevet bygget og ombygget på slottet jævnligt siden grundlæggelsen. Den ældste del af den eksisterende bygning er nordfløjen, som menes at stamme fra 1300 og 1400-tallet. I de næste århundreder har man flere kilder der fortæller om restaurerings- og ombygningsarbejder, men også om bygningens dårlige stand. F.eks. brugte man i 1550’erne mursten fra Nysted franciskanerkloster til at reparere Aalholm, og efter Svenskekrigene i 1657-1660 var bygningerne uden vinduer og tårnene uden tag. I 1700-tallet rev man dele af sydfløjen ned og ombyggede østfløjen til en tidssvarende beboelse. I 1889 blev yderligere en del af sydfløjen nedrevet og 2 nye sidefløje tilføjet nordfløjen mod syd, så anlægget fra at have været rektangulært nu nærmest er brilleformet! Siden har der ikke været foretaget væsentlige forandringer i slottets ydre.
I 1943 forestod museumsinspektør ved Nationalmuseet dr.phil. Aage Roussell arkæologiske undersøgelser på Aalholm. Man afdækkede resterne af et teglstensbygget tårn, som antages at have været porttårnet. Tårnets udvendige mål var 7 x 8 m, mens det indvendige rum i stueniveau blot udgjorde 3,75 x 7,75 m og havde indeholdt et krydsribbehvælv.
I 1964 åbnedes et veteranbilmuseum i Stubberupgårdens udlænger ca. 1 km vest for slottet. Samlingen var opbygget af Ålholms daværende ejer, og museet blev efterhånden udvidet med flere bygninger og andre aktiviteter. I 1970'erne blev dele af slottet offentlig tilgængeligt som et herregårdsmuseum. I forbindelse med godsets og slottets salg i 1995 blev alt inventar solgt på en auktion, mens den nye ejer overtog automobilmuseet. På grund af bygningernes dårlige tilstand lukkede det dog i 2008 – og den 1. juni 2010 blev det officielt meddelt, at museet ville være lukket for altid, og at samlingen som angivet af bobestyreren bestående af 224 køretøjer skulle sælges. 12. august 2012 blev samlingen afhændet på en stor auktion afholdt af RM Auctions. 181 køretøjer, flere heraf meget sjældne, skiftede denne dag hænder. Auktionen indbragte 76.526.000 kroner.
I begyndelsen af uge 51 2011, påbegyndte man nedrivningen af den store buehal, som var en stor del af det oprindelige museum.

## Omgivelserne
Tidligt, muligvis allerede fra starten, blev der anlagt en adgangsdæmning fra Søstræde/Slotsgade i Nysted i en S-formet bue syd om borgen og muligvis helt til den modsatte bred, hvor borgens avlsbygninger lå. Ud for borgens sydfløj var der en bro til dæmningen. Som tiden gik, blev der lavet opfyldningsarbejder omkring slottet og i 1796 indrettedes en lille have vest for slottet. I 1814 og 1830’erne anlagdes et større parklignende anlæg i Hestehaveskoven sydvest for ladegården. På et tidspunkt, måske i 1890’erne anlagdes yderligere et muromkranset gartneri med drivhuse og et vandtårn vest for slottet.
Andreas Munch forfattede i 1874 digtet I Aalholm Slotshave.
Et stykke nord for den sø, der opstod da dæmningen blev bygget, går nu Sekundærrute 283 mellem Nysted og Sakskøbing/Rødby. Den er anlagt hen over et ret sumpet terræn, men det er uvist hvornår det skete. Den findes på et kort fra 1807, men er sikkert ældre. I forbindelse med ejerskiftet i 1889 blev dæmningen syd om slottet lukket for almenheden, og til erstatning blev en ny mindre dæmning opført nord for slottet, den såkaldte Alverdens Gang. Den udnyttedes til at lave et landvindingsprojekt, idet den del af slotssøen, der ligger nord for den nye dæmning blev udtørret og brugt til kreaturgræsning og i folkemunde fik navneforandring til Rørsøen. I 2008 blev pumperne stoppet og nu er området igen en lavvandet sø.

### Lensmændene
Kongens forskellige borge rundt om i landet blev drevet af en række lensmænd, der skulle forsvare området og enten levere et overskud til kongen eller låne ham nogle penge mod at få alle indtægter fra lenet. I mange tilfælde lod lensmanden dog lenet styre af en af ham indsat foged, fordi lensmændene typisk selv ejede gårde flere steder rundt i landet og i øvrigt var forpligtet til at deltage i kongens krige.
Vi kender en del af lensmændene på Aalholm og mange af dem tilhørte det man kalder dansk uradel. De seneste af dem var dog i flere tilfælde mecklenburgere og holstenere, der snarest var en slags embedsmænd. I visse perioder overlod kongen brugsretten over området til sin mor, enkedronningen, som det, der kaldes livgeding, en slags enkepension. Listen over slottets lensmænd kan ses i artiklen om Ålholm Len, men er dog ufuldstændig.

## Ålholm Amt
Efter Frederik 3.'s statskup, der indførte det enevældige styre i Danmark, blev lensvæsenet afskaffet og Ålholm len omdannet til et amt med ansatte embedsmænd til at forestå styret. Disse embedsmænd boede ikke nødvendigvis på Aalholm, men måske på deres egne ejendomme eller i Nykøbing. I de 65 år fra 1660 til godset blev solgt til Emerentia von Levetzow i 1725, henlå slottet ofte ubenyttet, og det er nok lidt heldigt, at det ikke blev ødelagt. Georg Ernst von Reichau, der 1685-1735 var amtmand over Ålholm amt, og familie boede på Ålholm Slot (ses af Nysted kirkebog).

## FamilienRaben-Levetzaupå Aalholm
Kong Frederik 4. overtog godset, da hans mor enkedronning Charlotte Amalie døde i 1714, og nåede lige at påbegynde Aalholms forvandling til et ryttergods inden han solgte det. Ryttergodset skulle virke som base for en række bønder, der blev trænet i fredstid mod at have underhold fra godsets jord for så i krigstid at være til rådighed som ryttersoldater. I tilknytning til ryttergodserne blev der i 1720'erne bygget en lang række rytterskoler. For Aalholms vedkommende drejede det sig om 5, nemlig Vantore, Frejlev, Rågelunde (Kettinge), Vester Ulslev samt Herritslev. Skolerne i Vantore og Vester Ulslev eksisterer stadig i mere eller mindre oprindelig stand, mens den i Herritslev er væk. I Frejlev og Rågelunde er der opført nyere huse på den gamle grund.
Men i 1725 solgte kongen Aalholm til Emerentia von Levetzow. Hun var enke efter Johan Otto Raben, og deres efterkommere ejede Aalholm indtil det i 1995 blev solgt til Stig Husted-Andersen. I 1734 fik hun oprettet grevskabet Christiansholm, med sin da mindreårige sønnesøn som overhoved. Ideen med baronier og grevskaber var, at de skulle være stabile medspillere for kongen og staten. Mod en række privilegier måtte grever og baroner opgive den fulde dispositionsret over ejendommen og acceptere, at den skulle videregives udelt til næste generation. Systemet indførtes i 1671 af Christian 5. og ophævedes helt ved lensafløsningen i 1921.

## Forholdet til bønderne i Frejlev
Fra 1500-tallet og frem var skiftende lensmænd, fogeder og ejere jævnligt i konflikt med fæstebønderne i Frejlev om rettighederne til Frejlev Skov. Bønderne var underlagt Aalholms overhøjhed, men havde alligevel Frejlev Skov som personlig ejendom, hvilket blev bekræftet i gentagne retssager, som bønderne alle vandt.

## Nuværende status
Aalholm Gods er på 4550,2 hektar + Christianssæde Gods er på 1006 hektar. Stig Husted-Andersens dødsbo ejer i alt: 5556,2 hektar på Lolland og på Sjælland ejer dødsboet Store Frederikslund skov, Lekkende Gods og Beldringe skov med 1918,2 hektar.[kilde mangler] Dødsboet ejer i alt : 7474,4 hektar, dødsboet har i 2012 solgt Gottesgabe og Saunsøgård på i alt 526 hektar.[kilde mangler]

## Ejere af Aalholm
- (før 1329-1725) Kronen
- (1725-1734) Emerentia von Levetzow, gift Raben
- (1734-1750) Christian lensgreve Raben
- (1750-1791) Otto Ludvig lensgreve Raben
- (1791-1838) Frederik Christian Ottosen lensgreve Raben
- (1838-1875) Gregers Christian lensgreve Raben
- (1875-1879) Julius lensgreve Raben
- (1879-1889) Josias lensgreve Raben-Levetzau
- (1889-1933) Frederik Christopher Otto lensgreve Raben-Levetzau, udenrigsminister 1905-1908
- (1933-1977) Johan Otto Valdemar baron Raben-Levetzau
- (1977-1992) Johan Otto Valdemar baron Raben-Levetzau / John Otto Raben-Levetzau
- (1992-1995) John Otto Raben-Levetzau
- (1995-2008) Stig Husted-Andersen
- (2008-2009) Stig Husted-Andersens dødsbo
- (2009-2019) Alexandra, Deirdre og Stefanie Husted-Andersen
- (2019-nu) Bo Ladegaard Bendtsen

## Galleri
- Aalholm i 1600-tallet
- Ålholm set fra Nysted Vandtårn
- Familien Raben-Levetzaus ejere af Aalholm